# Відкрити і закрити (Доктор Хаус)
«Відкрити і закрити» (англ. Open and Shut)  — вісімнадцята серія шостого сезону американського телесеріалу «Доктор Хаус». Прем'єра епізоду проходила на каналі FOX 26 квітня 2010. Доктор Хаус і його нова команда мають врятувати жінку, яка має відкритий шлюб.

## Сюжет
У Джулії різко виникає сильний біль у животі. У лікарні команда дізнається, що пацієнтка у відкритому шлюбі. Вона має дочку і чоловіка Тома, проте законно доволі часто зустрічається з іншими чоловіками. Аналізи показали, що у неї непрохідність кишки. Форман думає, що у неї герпес. Хаус особисто робить барієву клізму, щоб потім на рентгені побачити герпес. Команда його не виявляє і невдовзі у Джулії зникає непрохідність. Хаус наказує дати жінці радіонепрозорий коктейль, а потім робити рентген кожні 15 хвилин, щоб побачити чи не буде запорів. Згодом Тауб розуміє, що у пацієнтки аритмія. Чейз просить Тома дати імена всіх його сексуальних партнерок, але він зізнається, що за всі роки не мав контактів з жодною іншою жінкою окрім дружини.
Чейз і Тринадцята обшукують будинок Джулі та Тома. На кухні Тринадцята знаходить люфу, яку Том привіз з Небраски. Вона не стерилізувалася і призвела до амебіазу у пацієнтки. Команда починає лікування, але у жінки виникає параліч ніг. Форман і Чейз вважають, що можливо у Джулії підвищене лібідо, що з іншими симптомами вказує на адренокортикальний рак. Хаус наказує зробити МРТ наднирників. Команда не знаходить на МРТ пухлину, проте помічає згусток крові у легенях. Невдовзі Хаус дізнається, що у Джулії немає медичного страхування. Чоловік зізнається, що у родині виникла проблема з грішми і він не хотів казати проте це дружині. Хаус наказує перевірити кров на порушення згортання. Результати негативні, а біль у животі різко посилюється. Тауб вважає, що барієва клізма послабила біль, а це вказує на рак товстої кишки. Чейз і Тауб роблять операцію і позбавляють жінку новоутвореного завороту кишки. Біопсія показала запалення кишки, а стан нирок почав погіршуватись.
Хаус думає, що у пацієнтки анкелозуючий спондилоартрит і наказує почати лікування. Проте ранок у Джулії відмовила ліва нирка, а лікування не допомагає. Команда обирає три найможливіші хвороби: гемохроматоз, лептоспіроз, саркоїдоз. Проте лікування не допомагає і від них. Невдовзі Хаус помічає, що Том приніс до палати Джулії бузок із їхнього саду. Він приваблює бджіл, які через укус могли передати геморологічний васкуліт, що вказує на хворобу Шенляйн—Геноха. Жінка каже, що місяць тому її вкусила бджола, але вона не звернула на це увагу. Хаус знаходить висип у роті і команда починає лікування.

## Цікавинки
- Тауб просить у своєї дружини відкритого шлюбу.
- Хаус продовжує сварити Вілсона і Саманту.